# Kakukkszegfű
A kakukkszegfű (Lychnis) nemzetség a szegfűfélék (Caryophyllaceae) családjába tartozik, Magyarországon két faja él. Egyes rendszerezők az ide tartozó fajokat a habszegfű (Silene) nemzetségbe sorolják annak ellenére, hogy a Silene nemzetségben a bibeszálak száma öt, a termésen lévő fogaké hat, a Lychnis esetén viszont mindkettő öt.

## Elterjedés
A nemzetségbe tartozó fajok Európában, Ázsiában és Észak-Afrikában fordulnak elő.

## Jellemzők
A csésze nyúlánk, hosszbordás, a csészelevelek összenőttek. A bibék és a toktermés fogainak száma 5.

## Fajok

### Magyarországon őshonos fajok
- Bársonyos kakukkszegfű (L. coronaria)
- Réti kakukkszegfű (L. flos-cuculi)

### További fajok
- Havasi kakukkszegfű (Lychnis alpina)
- Lychnis chalcedonica
- Lychnis cognata
- Lychnis coeli-rosa
- Lychnis coronata
- Lychnis flos-jovis
- Lychnis fulgens
- Lychnis nivalis
- Lychnis senno
- Lychnis sibirica
- Lychnis sieboldii
- Lychnis viscaria
- Lychnis wilfordii